# Епизоотия
Епизоотия (от старогръцки: epi- „над“ и zoon – „животно“) е широкомащабно разпространение на инфекциозно заболяване при един или повече животински видове на определена територия. Заболяването значително превишава нивото на заболеваемост, обичайно регистрирано на същата територия. Фактически погледнато епизоотията е епидемия сред животните.
Науката изучаваща епизоотиите се нарича епизоотология.